# Paul Beatty

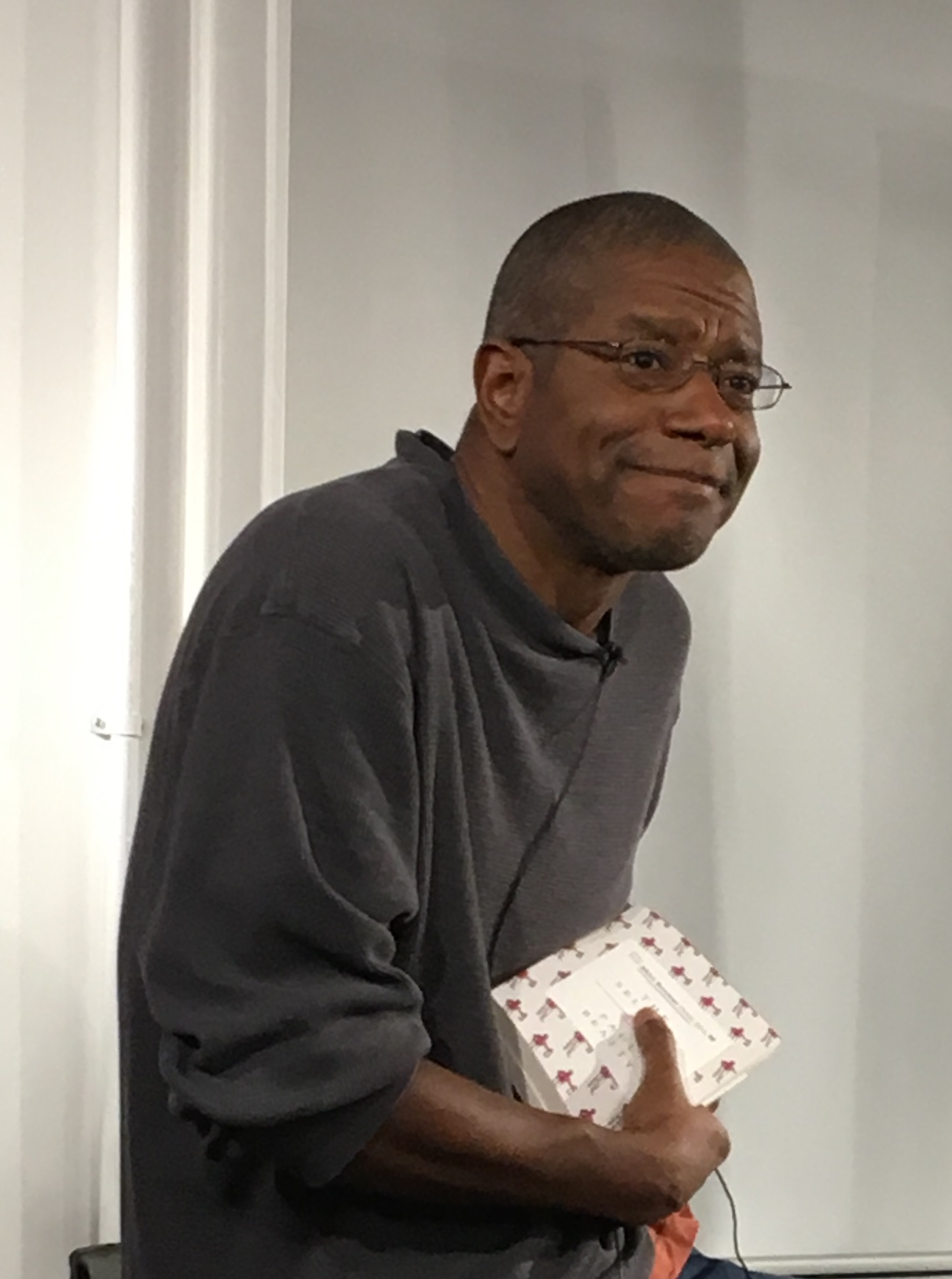
Paul Beatty (2016)

Paul Beatty (geboren 9. Juni 1962 in Los Angeles) ist ein US-amerikanischer Schriftsteller.

## Leben
Paul Beatty besuchte die El Camino Real High School in Woodland Hills. Er erhielt einen MFA in kreativem Schreiben am Brooklyn College und einen Master in Psychologie an der Boston University.
Der Afroamerikaner Beatty trat zunächst als Poetryslammer auf. Als Champion des Grand Poetry Slams des New Yorker Nuyorican Poets Cafe erhielt er einen Verlagsvertrag und konnte so seinen ersten Gedichtband Big Bank Take Little Bank (1991) veröffentlichen, dem er 1994 mit Joker, Joker, Deuce einen weiteren folgen ließ und 1996 dann seinen ersten Roman The White Boy Shuffle. 2006 gab er die Anthologie Hokum über den Humor der Afroamerikaner heraus. Sein Roman Slumberland (2008) handelt von einem US-amerikanischen Disk Jockey in Berlin.
Die Satire The Sellout erhielt 2015 den National Book Critics Circle Award in der Kategorie „Roman“ und 2016 den Man Booker Prize. Beatty ist damit der erste US-amerikanische Autor, der den britischen Literaturpreis gewinnen konnte. Der Erzähler von The Sellout, Sohn eines umstrittenen Psychologen, stammt aus dem fiktiven „Agrar-Ghetto“ Dickens am südlichen Stadtrand von Los Angeles und war seit seiner Kindheit rassistisch aufgeladenen psychologischen Studien ausgesetzt. Nachdem sein Vater von der Polizei erschossen wurde und das Vorhandensein finanziell ertragreicher Memoiren sich als Lüge entpuppte, muss der Erzähler auch feststellen, dass Dickens von der kalifornischen Landkarte entfernt wurde. Daraufhin beschließt er, gemeinsam mit dem berühmtesten Einwohner der Stadt, Sklaverei und Rassentrennung an der örtlichen High School wiedereinzuführen. Die juristische Auseinandersetzung darüber führt sie bis vor den Supreme Court. The Sellout sei laut Man-Booker-Prize-Jury „ein schockierendes und unerwartet lustiges“ Porträt von Los Angeles und werfe einen schonungslosen Blick auf die „Rassenverhältnisse in den USA“. Die deutschsprachige Übersetzung erschien im Oktober 2018 unter dem Titel Der Verräter.
Beatty lebt in New York und lehrt als Associate Professor an der Columbia-Universität.

## Werke (Auswahl)
- The Sellout (Roman, 2015)
  - Der Verräter, dt. von Henning Ahrens; Luchterhand, München 2018. ISBN 978-3-630-87575-0[3]
- Slumberland (Roman, 2008)
  - Slumberland, dt. von Robin Detje; Blumenbar, München 2009. ISBN 978-3-936738-60-5
- (Hrsg.): Hokum: An Anthology of African-American Humor (2006)
- Tuff (Roman, 2000)
  - Tuff, dt. von Robin Detje; btb, München 2022, ISBN 978-3-442-71666-1[4]

- The White Boy Shuffle (Roman, 1996)
  - Der Sklavenmessias, dt. von Ulrich Blumenbach; Rowohlt Berlin, Berlin 1999. ISBN 978-3-87134-303-2
  - auch als Schlechter Tanzen, gleiche Übersetzung; btb, München 2018. ISBN 978-3-442-71665-4
- Joker, Joker, Deuce (Gedichtband, 1994)
- Slam! Poetry: heftige Dichtung aus Amerika; Dr.-Haus Galrev, Berlin 1994. ISBN 978-3-910161-47-4 [Anthologie mit sechs Autoren]
- Big Bank Take Little Bank (Gedichtband, 1991)

## Auszeichnungen
- 2015: National Book Critics Circle Award für The Sellout
- 2016: Man Booker Prize für The Sellout
- 2024: Mitglied der American Academy of Arts and Sciences